# Scomberoides tala
 Scomberoides tala és una espècie de peix de la família dels caràngids i de l'ordre dels perciformes.

## Morfologia
Els mascles poden assolir els 70 cm de longitud total.

## Distribució geogràfica
Es troba des de l'Àfrica oriental fins a les Filipines, la Xina i Austràlia.